# 그라시아스 합창단
그라시아스 합창단(Gracias Choir & Orchestra)의 그라시아스는 ‘감사’를 뜻하는 스페인어로, 구원파계열 기쁜소식선교회에서 창립한 합창단이다.
그라시아스 합창단은 클래식 음악에서부터 현대 음악까지 다양한 장르를 소화하며, 국제 합창 대회에서도 수상하였다.
또한 그라시아스 합창단은 각국 귀빈 초청 공연뿐 아니라 청소년을 위한 자선 공연 및 민간문화 교류 활동을 하며 여러 나라에 음악학교를 설립하여 음악 교육 활동을 통해 불우한 청소년들에게 도움을 주고있다고 전해진다.
그러나 최근 구원파 계열 기쁜소식선교회 대표자 딸인 그라시아스 합창단 단장이 기쁜소식인천교회내에 여고생 학대 사망사건에 연루되어 구속되었으며 1심에서 4년 6개월 실형 선고받았으며 논란이 되고있다.
현재 2심 항소 재판중에 있다.

## 주요 연혁

### <수상 연혁>
- 2009 제주 국제 합창제 대상 수상
- 2010 부산 국제 합창제 대상 수상
- 2014 이탈리아 리바 델 가르다 국제 합창제 대상 수상
- 2014 스위스 몽트뢰 국제 합창제 혼성부문 1등상 수상 및 최우수 관객상 수상
- 2015 독일 마르크트오버도르프 국제 합창대회 최고상(혼성 합창 1등), 특별상 수상

### <주요공연연혁>
- 2006 미국 뉴욕 메디슨 스퀘어가든 공연
- 2008 호주 시드니 오페라하우스 공연
- 2009 오스트리아 아이젠슈타트 하이든 홀 공연
- 2012 베이징 국제 합창제 스페셜 게스트로 초청
- 2017 미국 뉴욕 카네기 홀 공연

## 활동내역
그라시아스 합창단은 다양한 공연, 해외교류 및 활발한 음악교육 활동을 실시하고 있다. 매년 국내에서 클래식 콘서트 ‘스바보드나’, 리사이틀, 크리스마스 칸타타 순회공연, 청소년 월드문화캠프 초청공연, 시민을 위한 야외 무료 콘서트 등 수많은 연주회를 진행한다. 미국, 유럽 뿐 아니라 동남아, 중남미의 아이티, 아프리카의 빈민촌 등 청소년을 위한 자선공연 및 민간문화교류 활동을 한다. 또한 어려운 나라에 불우한 청소년들을 위해 음악학교를 설립하며, 꿈과 소망을 심는 활발한 음악 교육 활동을 펼치고 있다. 

## 주요공연
- 크리스마스 칸타타 - ‘크리스마스’라는 주제를 오페라, 뮤지컬, 합창의 3막으로 구성된 종합예술공연, 크리스마스 명곡들을 온 가족이 함께 즐길 수 있는 콘서트
- 스바보드나 – 세계 유수의 음악가들을 한국에 초청하여 가지는 클래식 콘서트
- 부활절 칸타타 – 예수 그리스도의 죽음과 부활을 주제로 한 특별공연
- 그라시아스 리사이틀 – 단원들의 독창회 및 독주회
- 그라시아스 콘서트 – 그라시아스 합창단의 자선콘서트, 부산 해운대 해변 콘서트, 고척 스카이돔 콘서트, 임진각 평화 콘서트

## 음악 및 레퍼토리

### A Cappella

#### * Italy
Claudio Monteverdi – Lasciatemi morire
                               Si ch’io vorrei morire
                           Cantate Domino
Carlo Gesualdo – Itene, o miei sospiri

#### * Germany
Johann Sebastian Bach – Motette BWV 227 <Jesu, Meine Freude>
Anton Bruckner – Christus factus est
                          Graduale
Johann Hermann Schein – Zion Spricht
                                    Freue Dich des Weibes Deiner Jugend
Johannes Brahms – Zwei Motetten Op.74 No.1 <Warum ist das Licht gegeben dem Mühseligen>

#### * United Kingdom
Thomas Weelkes – When David Heard
Thomas Morley – Fire, Fire My Heart
Benjamin Britten – O Deus Ego Amo Te 

#### * France
Francis Poulenc – Four Motets for Christmas 
I. O Magnum Mysterium
IV. Hodie Christus Natus Est
Claude Debussy – Trois Chansons de Charles d'Orléans
I. Dieu! qu’il la fait bon regarder
II. Quant j’ai ouy le tabourin
III. Yver, vous n'estes qu'un villain

#### * Russia
Ыукпуш Мфышдшумшср Кфсрьфтштщаа – ДА ИСПОЛНЯТСЯ УСТА НАША
Dmitry Bortniansky – ИЖЕ ХЕРУВИМ
Sergei Taneyev – РАЗВАЛИНУ БАШНИ, ЖИЛИЩЕ ОРЛА,
ЗВЁЗДЫ Op.15

#### * Spiritual
Elijah Rock, Every Time I Feel the Spirit, Were You There, Joshua Fit the Battle of Jericho etc.

### Mass, Oratorio
Ludwig van Beethoven – Mass in C Major, Op.86 
Joseph Haydn – Mass No.14 in B-flat Major ‘Harmoniemesse’ 
Franz Schubert – Mass No.2 in G Major, D.167
Wolfgang Amadeus Mozart – Mass No.16 in C Major, K.317 ‘Kronungsmesse’ 
Antonio Vivaldi – Gloria in D Major, RV.589 
George Frideric Handel – Oratorio ‘Messiah’ HWV 56 
Joseph Haydn – Oratorio ‘Die Schöpfung’
Ludwig van Beethoven – Fantasy in c minor for Piano, Chorus and Orchestra Op.80 ‘Choral Fantasy’
그라시아스는 다양한 장르의 레퍼토리를 소유하고있다. 오페라 합창곡에서는 Giacomo Puccini's opera “Turandot”- Nessun dorma, Giuseppe Verdi ‘s opera “Nabucco”- Va pensiero,  “La Traviata”- Libiamo ne' lieti calici, Georges Bizet’s opera “Carmen”- Votre toast 등이 있고, 뿐만 아니라 뮤지컬이나 팝에서 명곡으로 유명한 노래들로 “Beauty and the Beast,” “Memory,” “You Raise Me Up,” “Time to Say Goodbye,” 등이 있다.
그라시아스 합창단은 세계 여러 나라의 다양하며 각나라의 아름다움이 담긴 현지 노래들을 부르는 것으로 유명하다. 각나라마다 현지어로 노래들을 부르며 전세계의 관중의 시선을 사로잡았다. 그라시아스의 음악으로 세계 어느 곳의 사람이든지, 그라시아스와는 한마음으로 함께할 수 있다. 하지만 무엇보다도 합창단원들의 마음 깊은 곳에서 우러나오는 음악은 청중들의 영혼을 깊이 울린다.